# Tephrosia albissima
Tephrosia albissima är en ärtväxtart som beskrevs av H.M.L.Forbes. Tephrosia albissima ingår i släktet Tephrosia och familjen ärtväxter.

## Underarter
Arten delas in i följande underarter:
- T. a. albissima
- T. a. zuluensis